# Aleksandr Buturlín
El conde Aleksandr Borísovich Buturlín (en ruso: Алекса́ндр Бори́сович Бутурли́н; Moscú, 28 de julio de 1694 - Moscú, 10 de septiembre de 1767) fue un militar ruso, de la familia Buturlín. Llegó al rango de general mariscal de campo (1756) y fue gobernador de Moscú en dos ocasiones, entre 1742 y 1744 y entre 1762 y 1763.

## Biografía

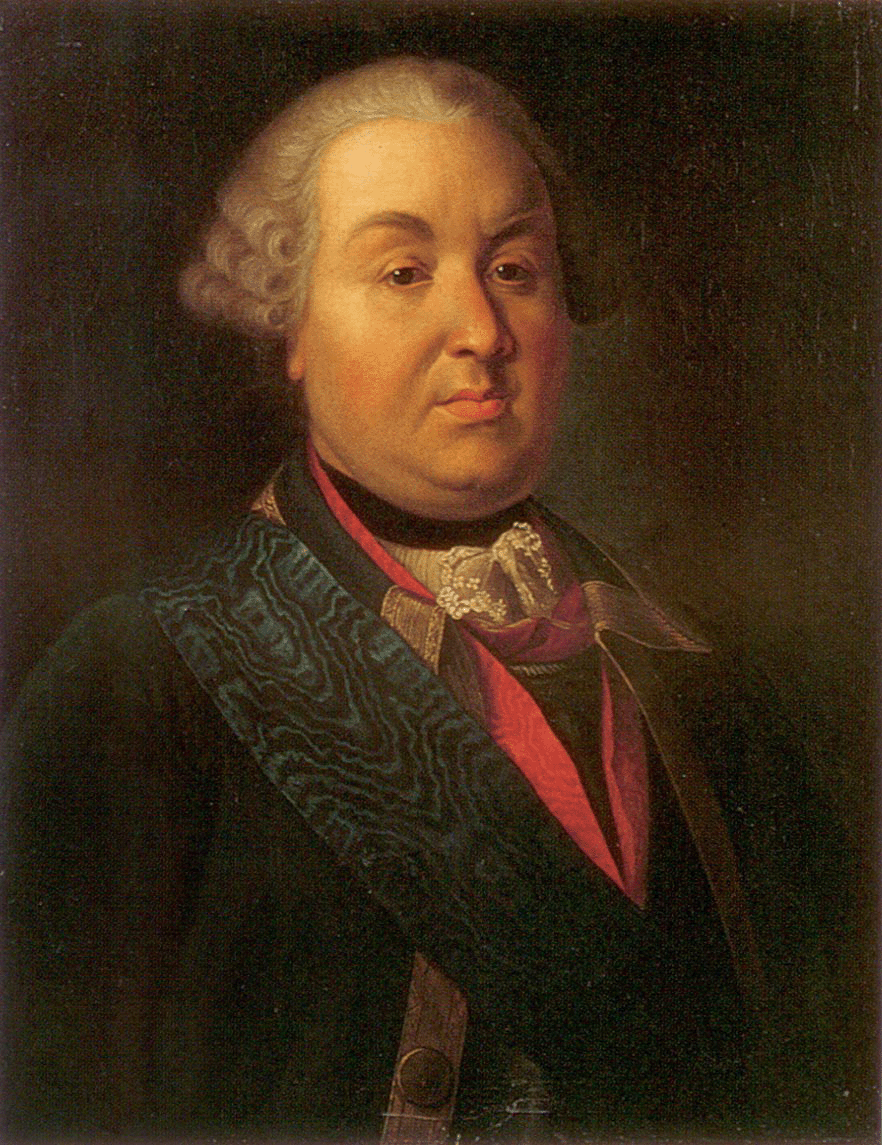
Aleksandr Buturlín.

Buturlín era hijo del capitán de la Guardia Borís Ivánovich Buturlín, fallecido en 1708 y nieto del boyardo Iván Vasílievich Buturlín. Tras la muerte de su padre, fue criado por su hermano mayor Piotr Ivánovich (más conocido como el "príncipe-papa" de El más Bromista, el más Borracho, Sínodo de Tontos y Bufones, organizado por Pedro el Grande).
En 1714 fue inscrito como soldado en la Guardia y de 1716 a 1720 estudió en la recién creada Academia Marítima de la Guardia, donde aprendió las ciencias necesarias para la navegación, esgrima y algunas lenguas extranjeras.
En 1720, Buturlín fue nombrado denshik de Pedro I, y en con ese rango acompañaría al zar en las expediciones contra los suecos y los persas, partticipando en algunas batallas. Gozó de la confianza de Pedro, quien confiaba en él para cumplir las tareas de índole secreto.
Catalina I nombró a Buturlín hofjunker, más tarde kammerjunker y finalmente chambelán de la tserarevna Isabel Petrovna (de la que sería amante). Pedro II le nombró caballero de la Orden de San Alejandro Nevski y le promovió a general mayor del Ejército y subteniente del cuerpo de caballería de la Guardia. Sin embargo, a raíz de una pelea con el favorito de Pedro II, Iván Dolgorúkov, Buturlín fue asignado a una unidad militar acantonada en Malorosiya. Otras causas podrían ser la intención de Pedro II de alejar a Buturlín de su tía, quizá motivado por el gusto homosexual del monarca.
Entre 1731 y 1733 participó en diferentes batallas contra los pueblos del Cáucaso. En 1735 sería nombrado gobernador de Smolensk. Tres años después, bajo la dirección de Münnich sirvió en el ejército contra los turcos, defendiendo Malorosiya hasta 1739. Al cesar las hostilidades, regresó al gobierno de Smolensk.
Ana Leopóldovna le ascendió a generalkriegskommissar y teniente general, mientras que Isabel le nombraría en 1741 gobernador principal de Malorosiya. Con motivo de la guerra contra Suecia, en 1742 se le encomendó el mando de las tropas ubicadas en Estonia, Livonia y Velíkiye Luki con el rango de general en jefe. Ese mismo año sería nombrado senador y gobernador general de Moscú (residente por lo general en San Petersburgo).
En 1747 Buturlín recibió el título de general ayudante y en 1749 el de teniente coronel del regimiento Preobrazhenski de la Guardia. Se le concedería la Orden de San Andrés en 1751 y en 1756 el rango de mariscal de campo con la obligación de asistir a la Conferencia de Ministros. Buturlín y su descendencia serían elevados a la dignidad de conde del Imperio ruso en 1760.
Durante la Guerra de los Siete Años, el comandante en jefe Piotr Saltykov cayó enfermo. En el ejército ruso en lucha contra las tropas prusianas de Federico II, se producían abundantes deserciones. La guerra se desarrollaba en una arruinada Silesia, con la población dispersa, y el ejército tenía grandes dificultades para encontrar comida. Buturlín fue nombrado comandante en jefe en sustitución de Saltykov. Como decían sus contemporáneos, Buturlín, guapo, bien educado, era un cortesano, y valía más como administrador que como general.
Cuenta la anécdota que el gran príncipe Pável Petróvich, entonces un niño de seis años, dijo a los que le rodeaban sobre Buturlín, cuando este se presentó en palacio antes de partir para ponerse al frente de las tropas de refresco para Fermor: "Piotr Semiónovich [Saltykov] fue a hacer la paz, y no hizo la paz, este ahora, por supuesto, no hará la paz ni la guerra". El vaticinio fue correcto: la excesiva discreción de Buturlín y su tensa relación con el comandante de las fuerzas austríacas Laudon le dieron una clara ventaja a Federico II. La precaución de Buturlín en el mando de las tropas en 1760 en Pomerania rayaba con la cobardía, aunque el lo justificaba por no perder hombres. La zarina había expresado ese deseo, pero consideraba que se debía actuar y expresó su desagrado al conocer que el general prusiano Zieten había entrado en Polonia y había destruido algunas posiciones de Buturlín.
Con la ascensión al trono de Pedro III, Buturlin fue retirado del ejército y nombrado de nuevo gobernador general de Moscú. Catalina II le concedió un diploma por todos sus servicios y premios, así como una espada con diamantes.
Residía en su mansión de la calle Solianka de Moscú. Aleksandr Borísovich Buturlín murió en esa ciudad el 30 de agosto de 1767 y fue enterrado en el monasterio de Alejandro Nevski de San Petersburgo.

### Familia

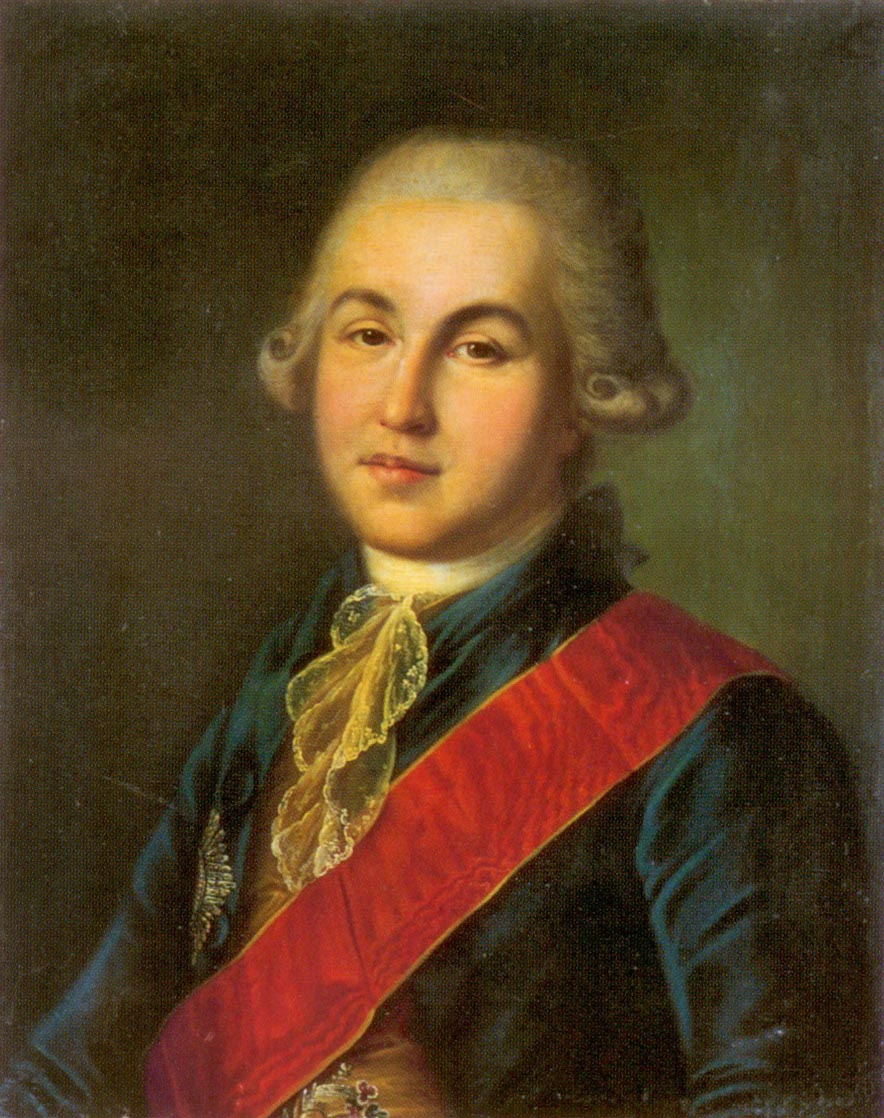
El conde Piotr Buturlín, década de 1770.

Buturlín se casó dos veces. Contrajo matrimonio en la década de 1720 con la kniaguina Anna Mijaílovna Golitsyna (1699-1727), hija del mariscal de campo Mijaíl Golitsyn, con la que no tendría descendencia.
En 1730 se casaría con la kniaguina Yekaterina Borísovna Kurákina (1703-1772), hija del kniaz Borís Kurakin. Se había prometido en 1718 con Mijaíl Golovkin, pero su padre impidió el matrimonio. Yekaterina fue enterrada junto a Buturlín en el monasterio de Alejandro Nevski. De este matrimonio nacerían tres hijos:
- Piotr (1734-1789), chambelán y Consejero Privado. Se casaría en 1758 con la dama de compañía y condesa María Románovna Vorontsova (1738-1765), y serían padres de Dmitri Buturlín y Yelizaveta Dídova.
- Várvara (1742-1784), se casaría en 1763 con el príncipe Vasili Vladímirovich Dolgorúkov (1738-1782).
- Yekaterina (1750-1811), se casaría en 1774 con Yuri Dolgorúkov (1740-1830). Este matrimonio no sería aceptado por el Sínodo hasta 1785, de modo que sus hijos eran registrados como hijos de Vasili Dolgorúkov y Várvara, que incluso fingía estar embarazada. El matrimonio sería aceptado por intermediación de Catalina II.

## Legado
La ciudad de Buturlínovka del óblast de Vorónezh se halla en las tierras concedidas por Isabel Petrovna a Buturlín en 1740 y le debe su nombre.